# Tamara Abalde
Tamara Abalde (6 de fevereiro de 1989) é uma ex-basquetebolista profissional espanhola.

## Carreira
Tamara Abalde integrou Seleção Espanhola de Basquetebol Feminino em Pequim 2008, terminando na quinta posição.